# Грб Турске
Турска Република нема званични грб. На путним документима и зградама амбасаде ове државе, влада користи неколико хералдичких симбола са мотивима полумесец и звезда који се налазе и на застави Турске Републике.